# 佩罗·德阿伦克尔

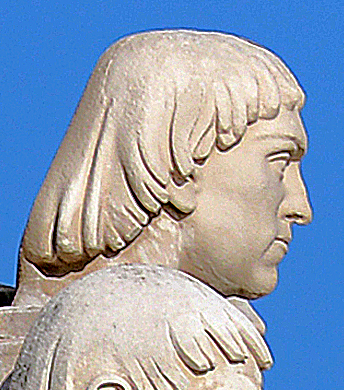
德阿倫克爾位於里斯本發現者紀念碑的雕像

佩罗·德阿伦克尔（葡萄牙語：Pêro de Alenquer，？—1498年？）是15世纪葡萄牙探险家和航海家。地理大发现时代经验最丰富的领航员之一，他分别追随迪亚士和达伽马到达了好望角和印度。

## 生平
佩罗·德阿伦克尔出生在葡萄牙的阿伦克尔。1483年，若昂二世授予他贵族头衔。1487年-1488年，葡萄牙探险家巴尔托洛梅乌·迪亚士的船队第一次穿越非洲南端，发现好望角，成功打通了大西洋和印度洋之间的海上通道。由于德阿伦克尔专业的领航知识和技能，他当时即在船队旗舰“圣克里斯托旺”号（São Cristóvão）（迪亚士自任船长）上担任领航员。
介于在非洲西岸航行的重要经验，德阿伦克尔被看作是下一次开辟印度航线的不二人选。1497年7月8日，德阿伦克尔再次出海，随探险家瓦斯科·达伽马的船进行了首次前往印度的远航，他此次同样在达伽马指挥的旗舰“圣加布里埃尔”号（São Gabriel）担任船队的总领航员。德阿伦克尔沿着10年前迪亚士的航线绕过好望角，船队最终成功抵达印度的卡利卡特。目前普遍认为，德·阿伦克尔可能死在了达伽马的这次印度航行中，因为1499年（达伽马归国次年）起，葡萄牙国王曼努埃尔一世开始向阿伦克尔的儿子罗德里戈发放抚恤年金。